# Roman Neustädter
Roman Petrovich Neustädter - em russo e em ucraniano, Роман Петрович Нойштедтер (Dnipropetrovsk, 18 de fevereiro de 1988) - é, embora nascido na atual Ucrânia, um futebolista russo de parcial origem alemã do Volga e que atua como zagueiro. Atualmente, defende o Westerlo.

## Clubes
Profissionalizou-se em 2006, no Mainz 05, inicialmente pela equipe reserva - curiosamente, treinada por Peter Neustädter, pai do jogador e que também atuou pelo clube entre 1994 e 2006, ano em que encerrou a carreira.
Disputou apenas 16 partidas até 2009, quando assinou com o Borussia Mönchengladbach, que também remanejou o atleta ao elenco de reservas, onde atuou em 23 jogos. Na equipe principal dos "Potros", Neustädter disputou 59 partidas entre 2009 e 2012, marcando um gol.
No encerramento da temporada 2011-12, sai do Mönchengladbach e assina, numa transferência livre, com o Schalke 04, onde atua desde então.

## Seleções
Embora nascido na Ucrânia, Neustädter não se define como etnicamente ucraniano, sendo filho de mãe russa e pai também russo, descendente de alemães do Volga, a ponto de apenas a língua russa ser usada no lar familiar. A distante ancestralidade alemã chegou a propiciar uma carreira iniciada já na Alemanha e que em um primeiro momento ele fosse prospectado pelas seleções alemães; em 2008, Neustädter jogou 2 partidas pela Alemanha sub-20, marcando um gol contra a Suíça.
Sem estrear rapidamente pela seleção principal da Alemanha, Neustädter chegou a declarar em setembro de 2011, diante de sondagens da Federação de Futebol da Ucrânia, que se necessário aceitaria uma convocação para o selecionado do país em que nasceu. Um entrave para ser elegível à seleção da Ucrânia foi ele não possuir passaporte ucraniano. Acabou vindo por estrear a nível adulto pela própria seleção alemã, em novembro de 2012. Foi contra os Países Baixos, ao substituir Lewis Holtby.
Contudo, Neustädter não se firmou com o treinador Joachim Löw e após anos sem participar do futebol de seleções veio eventualmente a aceitar chamado da Rússia, ainda que sua naturalização obrigasse-o a renunciar à cidadania alemã. Pela nova seleção, esteve na Eurocopa 2016.